# 圣体修道院

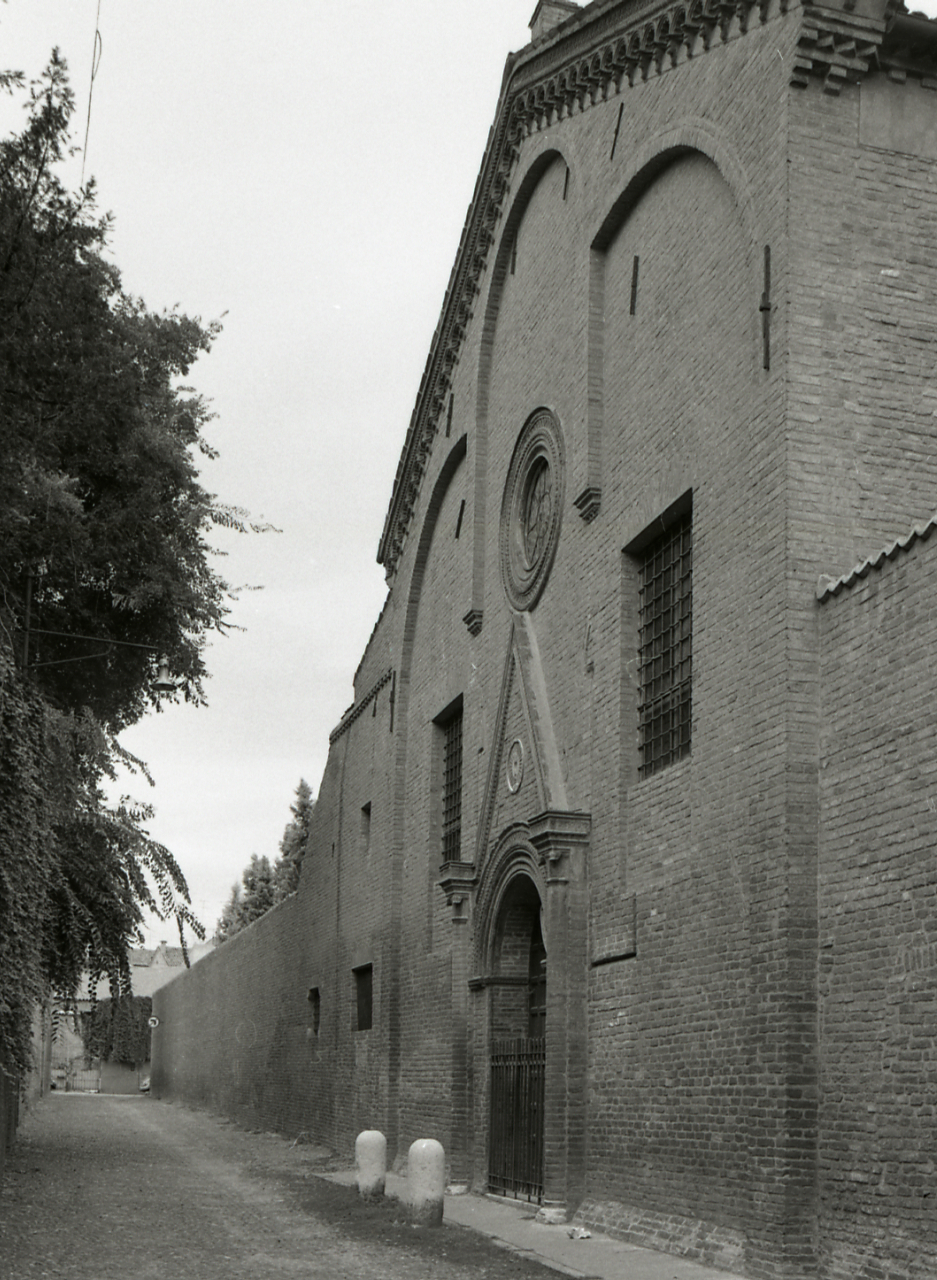

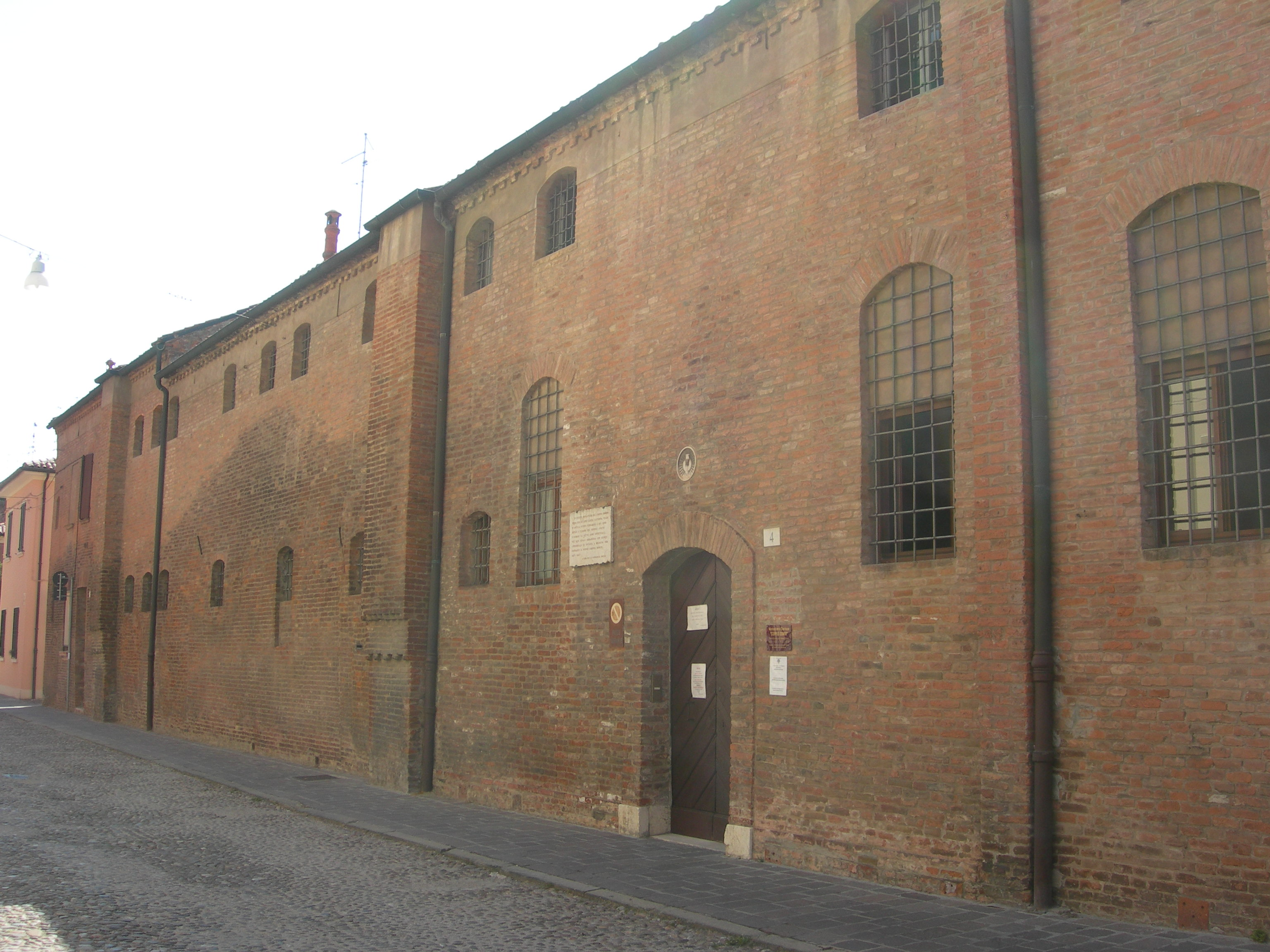

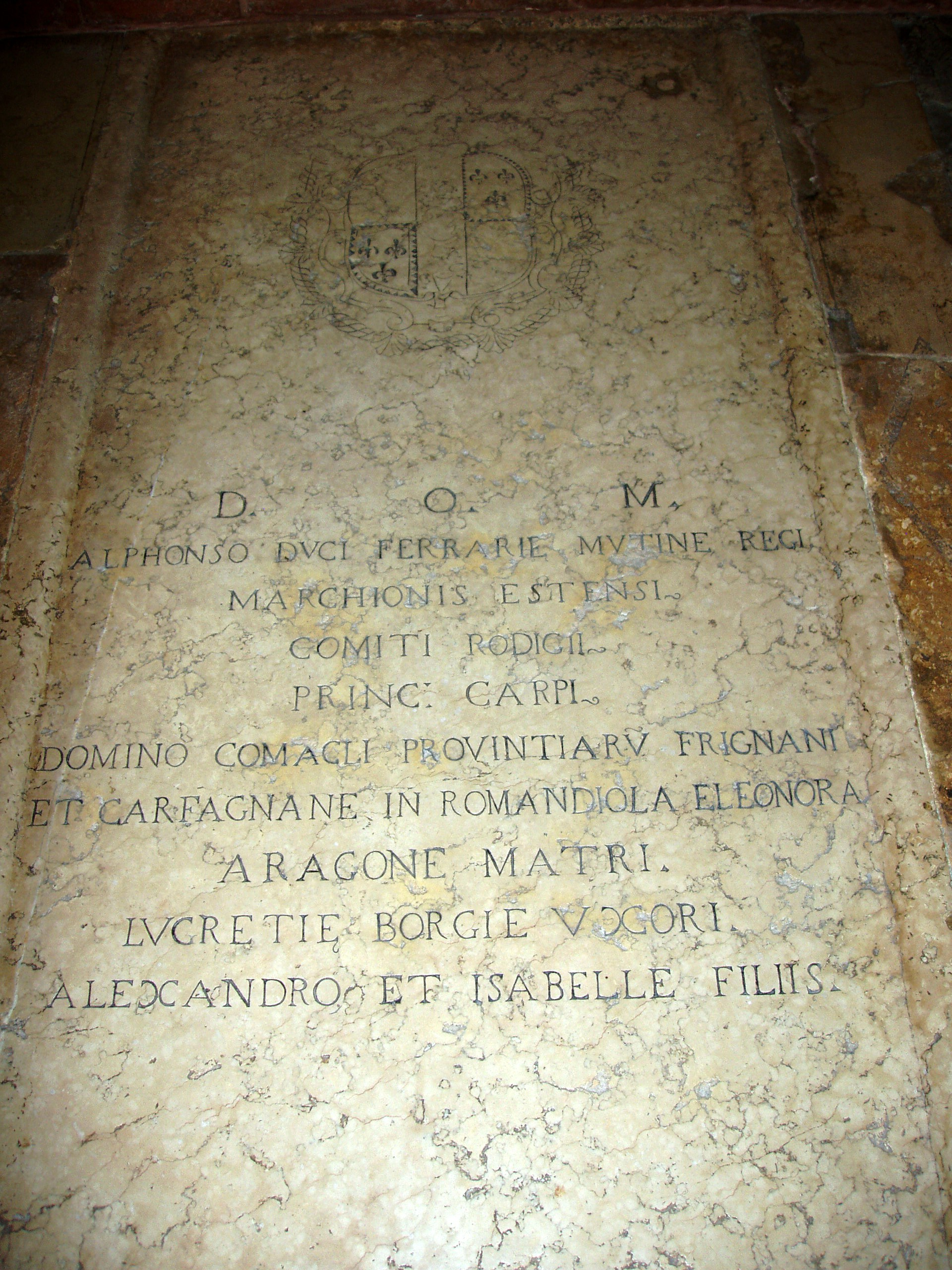

圣体修道院（Monastero del Corpus Domini）是意大利费拉拉的一个修道院，教堂装饰为巴洛克后期风格。埃斯特家族的多名成员均安葬于此：
- 莱昂内洛·埃斯特
- 那不勒斯的埃莉诺
- 尼科洛三世·埃斯特
- 萨卢佐侯爵夫人
- 埃尔科莱一世·埃斯特
- 西吉斯蒙德·埃斯特
- 阿方索一世·埃斯特
- 朱利奥·埃斯特
- 费兰特·埃斯特
- 埃尔科莱二世·埃斯特
- 爱莲诺·埃斯特
- 卢克雷齐亚·波吉亚
- 卢克雷齐娅·美第奇
- 阿方索二世·埃斯特